# Gnojna (gromada)
Gnojna – dawna gromada, czyli najmniejsza jednostka podziału terytorialnego Polskiej Rzeczypospolitej Ludowej w latach 1954–1972.
Gromady, z gromadzkimi radami narodowymi (GRN) jako organami władzy najniższego stopnia na wsi, funkcjonowały od reformy reorganizującej administrację wiejską przeprowadzonej jesienią 1954 do momentu ich zniesienia z dniem 1 stycznia 1973, tym samym wypierając organizację gminną w latach 1954–1972.
Gromadę Gnojna z siedzibą GRN w Gnojnej utworzono – jako jedną z 8759 gromad na obszarze Polski – w powiecie strzelińskim w woj. wrocławskim, na mocy uchwały nr 25/54 WRN we Wrocławiu z dnia 2 października 1954. W skład jednostki weszły obszary dotychczasowych gromad Gnojna i Jeszkotle ze zniesionej gminy Gnojna w tymże powiecie.
1 stycznia 1955 gromadę włączono do powiatu grodkowskiego w woj. opolskim, gdzie ustalono dla niej 11 członków gromadzkiej rady narodowej.
31 grudnia 1959 do gromady Gnojna włączono wieś Gałązczyce z gromady Jędrzejów w tymże powiecie.
31 grudnia 1961 do gromady Gnojna włączono wieś Lubcz z gromady Tarnów Grodkowski w tymże powiecie. 
Gromada przetrwała do końca 1972 roku, czyli do kolejnej reformy gminnej.